# Bård Jørgen Elden
Pour les articles homonymes, voir Elden (homonymie).
Bård Jørgen Elden, né le 17 juin 1968 à Namdalseid, est un coureur norvégien du combiné nordique. 

## Biographie
Il est également le frère de Trond Einar Elden qui est aussi coureur de combiné nordique.
Il est membre du club de sa ville natale Namdalseid IL.
Il fait ses débuts internationaux lors des Championnats du monde junior 1987, où il est médaillé d'argent par équipes, avant un départ en Coupe du monde à Léningrad, où il est onzième (qui attribue des points). Aux Championnats du monde junior 1988, il gagne la médaille de bronze en individuel et la médaille d'or à la compétition par équipes, notamment avec son frère Trond Einar. Sur la Coupe du monde, il gagne un sprint par équipes à Lahti.
Au début de la saison 1988-1989, il est deuxième à Saalfelden et se retrouve donc sur son premier podium en Coupe du monde. Il devient vainqueur de son unique épreuve à ce niveau plus tard dans l'hiver à Breitenwang. Il est également sélectionné pour les Championnats du monde à Lahti, où il décroche le titre par équipes avec son frère Trond Einar et Trond Arne Bredesen.
Même s'il obtient un podium en décembre 1991 à Strbske Pleso dans la Coupe du monde, il finit 21e de l'épreuve individuelle des Jeux d'Albertville 1992. En 1992, il devient aussi champion de Norvège. 
Son meilleur résultat individuel dans un championnat majeur est huitième aux Mondiaux de Falun en 1993.
En décembre 1995, à Steamboat Springs, avec une deuxième place, il monte sur son quatrième et ultime podium individuel dans l'élite mondiale.
Il est devenu après sa carrière sportive entraîneur, s'occupant notamment de l'équipe américaine de combiné nordique.
En 2009, il prend en charge l'équipe d'Autriche de combiné. Il la mène au titre olympique en 2010 et mondial en 2011.

## Palmarès

### Jeux olympiques
| Épreuve / Édition | Albertville 1992 |
| Individuel        | 21e              |

### Championnats du monde
| Épreuve / Édition | Lahti 1989 | Val di Fiemme 1991 | Falun 1993 |
| Individuel        |            | 22e                | 8e         |
| Par équipes       | Or         |                    |            |

### Coupe du monde
- Meilleur classement général : 4e en 1989.
- 4 podiums : 1 victoire, 2 deuxièmes places et 1 troisième place.
- 1 victoire en sprint par équipes.

#### Détail de la victoire
| Année | Lieu                                |
| 1989  | Breitenwang (Autriche), K90 / 15 km |

#### Différents classements en Coupe du monde
| Année     | Classement général final |
| 1986-1987 | 33e                      |
| 1987-1988 | 25e                      |
| 1988-1989 | 4e                       |
| 1989-1990 | 12e                      |
| 1990-1991 | 15e                      |
| 1991-1992 | 11e                      |
| 1992-1993 | 12e                      |
| 1993-1994 | 7e                       |
| 1994-1995 | 12e                      |
| 1995-1996 | 16e                      |
| 1996-1997 | 26e                      |

### Championnats du monde junior
- Médaille d'argent par équipes en 1987 à Asiago.
- Médaille d'or par équipes en 1988 à Saalfelden.
- Médaille de bronze en individuel en 1988.